# Абибаал (царь Библа)
Абибаал (Аби-Баал, «отец мой Баал»; финик. 𐤀𐤁𐤅𐤁𐤏𐤋, Abi-ba‘al) — царь Библа во второй половине X века до н. э.

## Биография
Абибаал известен только из одной вотивной надписи, посвящённой финикийской богине Баалат-Гебал. Эта надпись находится на постаменте победной стелы египетского фараона Шешонка I, и в ней Абибаал упоминается как сын правителя Библа Йехимилка. Предполагается, что он владел престолом во второй половине X века до н. э. В качестве более точных приводятся различные даты от 950 до 930 года до н. э. включительно. Абибаал получил престол после своего отца, а ему наследовал его брат Элибаал.
О правлении Абибаала никаких сведений в исторических источниках не сохранилось. В надписи Шешонка I сообщается не только о подчинении тем Библа, но и всей Финикии, и даже получении дани от сирийских владетелей. Однако других сведений о распространении власти фараонов на эти земли в то время нет. Тем не менее, возможно, что Абибаал и его ближайшие преемники некоторое время признавали над собой верховную власть правителей Египта.